# Entretiens familiers de Confucius
Les Entretiens familiers de Confucius, de leur titre chinois Kongzi Jiayu (chinois traditionnel : 孔子家語 ; chinois simplifié : 孔子家语 ; pinyin : Kǒngzǐ Jiāyǔ ; EFEO : K'ong-tseu kia-yu ; transcription de Harlez : Kong-tze kia-yu), sont un recueil d'entretiens de Confucius rédigé en supplément aux Analectes.
L'existence d'un ouvrage de ce nom est supposée remonter au moins au début de la dynastie Han (206 av. J.-C. – 220 apr. J.-C.), et il est mentionné dans le Traité sur les arts et les lettres (en), bibliographie impériale du Ier siècle, qui précise que le livre contient 27 rouleaux. La version actuellement existante a cependant été compilée au IIIe siècle par l'érudit Wang Su (en) (王肃, Wang Sou) du royaume de Wei, et contient dix rouleaux et 44 sections.
Les spécialistes chinois ont longtemps pensé que le texte transmis n'était qu'un apocryphe forgé de toutes pièces par Wang Su, sans aucun lien avec le texte original du même nom, mais cette opinion a été remise en cause par la découverte de tombes de la dynastie des Han occidentaux à Dingzhou (定州, Ting-tcheou ; 55 av. J.-C.) et Shuanggudui (en) (雙古堆 / 双古堆, Chouang-kou-touei ; 165 apr. J.-C.).

## Contenu

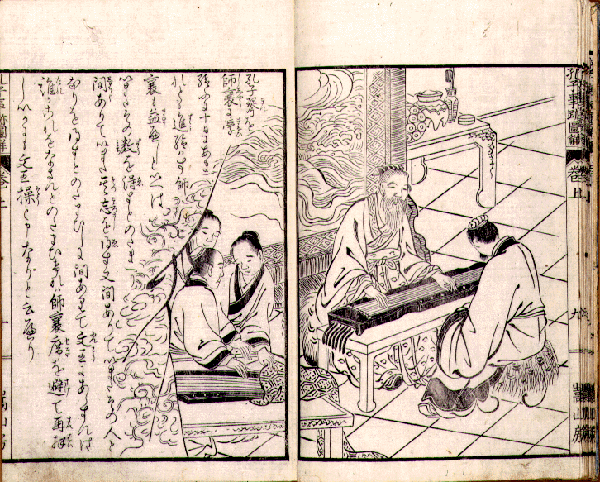
Représentation de Confucius avec ses disciples (Japon, époque d'Edo).

Dans la postface des Entretiens familiers de Confucius, son auteur le décrit comme une compilation de discussions de Confucius avec ses disciples (en) et d'autres interlocuteurs, recueillies par ses élèves. Certaines discussions ont été publiées dans les Analectes de Confucius, tandis que le reste a été collecté dans les Entretiens familiers. Cette explication est cohérente avec le contenu de l'ouvrage, qui couvre presque toute la tradition confucéenne attestée par divers textes anciens comme le Zuo Zhuan (左傳 / 左传, Tso Tchouan), les Discours des royaumes, le Mencius, le Han Feizi (韓非子 / 韩非子, Han Fei-tseu), le Classique des rites, les Commentaires anecdotiques de Han sur le Livre des vers (en), les Annales des Printemps et des Automnes de Lü, le Huainanzi (淮南子, Houai-nan Tseu), etc., à l'exception des éléments inclus dans les Analectes, le Classique de la piété filiale et quelques autres œuvres.
Les sujets traités par les Entretiens familiers de Confucius comprennent la généalogie détaillée de Confucius, ses parents, sa naissance, des épisodes et événements de sa vie, et ses discussions. Ses disciples y occupent également une place importante, l'une des sections étant ainsi entièrement consacrée à Yan Hui (顏回 / 颜回, Yan Houei), son élève favori. En tout, 76 disciples voient leur nom mentionné dans l'ouvrage.

## Soupçons de mystification

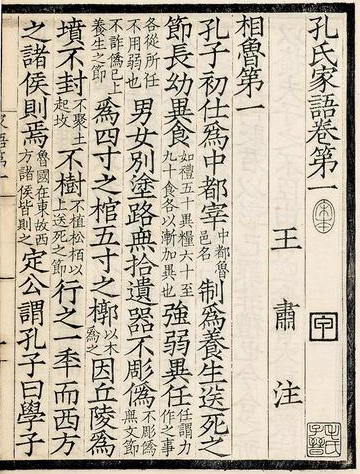
Première section des Entretiens familiers de Confucius.

D'après la postface des Entretiens familiers de Confucius, l'ouvrage a été compilé par Kong Anguo (en) (孔安國 / 孔安国, K'ong Ngan-kouo), un lettré influent et descendant de Confucius ayant vécu au IIe siècle av. J.-C., à partir de retranscriptions des enseignements du philosophe par ses disciples. Peu après la publication des Entretiens familiers par Wang Su, par ailleurs connu pour ses critiques contre le lettré Zheng Xuan (鄭玄 / 郑玄, Tcheng Hiuan), l'un des partisans de ce dernier, Ma Zhao (馬昭 / 马昭, Ma Tchao), soupçonne Wang Su de l'avoir modifié pour y introduire des apports personnels.
Malgré la persistance de doutes sur leur authenticité, les Entretiens familiers ont une certaine influence tout au long des dynasties Tang et Song. Sima Zhen (en) (司馬貞 / 司马贞, Sseu-ma Tchen), auteur d'un important commentaire des Mémoires historiques, les place sur le même plan que cette dernière œuvre. Zhu Xi (朱熹, Tchou Hi), figure du néo-confucianisme, les tient également en haute estime.
Toutefois, avec l'émergence des études Han (en), un mouvement intellectuel rationaliste influent sous la dynastie Qing, les Entretiens familiers commencent, comme d'autres ouvrages anciens prétendument authentiques, à faire l'objet de critiques. Un grand nombre de spécialistes, dont Sun Zhizu (孫志祖 / 孙志祖, Souen Tche-tsou), Fan Jiaxiang (范家相, Fan Kia-hiang), Yao Jiheng (姚際恆 / 姚际恒, Yao Tsi-heng), Cui Shu (崔述, Ts'ouei Chou), Pi Xi (皮錫瑞 / 皮锡瑞, P'i Si-jouei), Wang Pinzhen (王聘珍, Wang P'in-tchen) et Ding Yan (en) (丁晏, Ting Yen), considèrent l'œuvre comme un faux, Sun et Fan se livrant même tous deux à des analyses poussées appuyant leurs conclusions ; une petite minorité, notamment représentée par Chen Shike (陳士珂 / 陈士珂, Tch'en Che-k'ö), continue toutefois de défendre l'authenticité du texte.
Au XXe siècle, Gu Jiegang (顧頡剛 / 顾颉刚, Kou Tsié-kang), chef de file de la très influente école du doute sur l'Antiquité (en), s'inscrit dans la lignée de ses prédécesseurs en réaffirmant leur conclusion selon laquelle les Entretiens familiers de Confucius ne sont qu'un faux créé par Wang Su, et les estime « sans valeur » pour l'étude de Confucius. En conséquence, peu de spécialistes modernes se sont penchés sur le texte.

## Études occidentales
En raison des controverses sur leur authenticité et du fait que l'essentiel de leur contenu soit déjà connu par le biais d'autres textes anciens, les Entretiens familiers de Confucius ne sont guère étudiés par les premiers sinologues occidentaux. Toutefois, quelques-uns, dont James Legge, Alfred Forke (de) et Richard Wilhelm, soutiennent l'authenticité de l'œuvre, malgré l'avis des auteurs chinois qui y voient un faux.
Les Entretiens familiers de Confucius sont traduits pour la première fois en anglais par A. B. Hutchinson sous le titre The Family Sayings of Confucius, puis en français par Charles de Harlez en 1899. En 1950, Robert Paul Kramers retraduit en anglais les dix premières sections des Entretiens familiers et les publie sous le titre K'ung Tzŭ Chia Yü : The School Sayings of Confucius. Dans son introduction, Kramers rejette l'idée selon laquelle Wang Su aurait forgé le texte de toutes pièces.

## Découvertes archéologiques

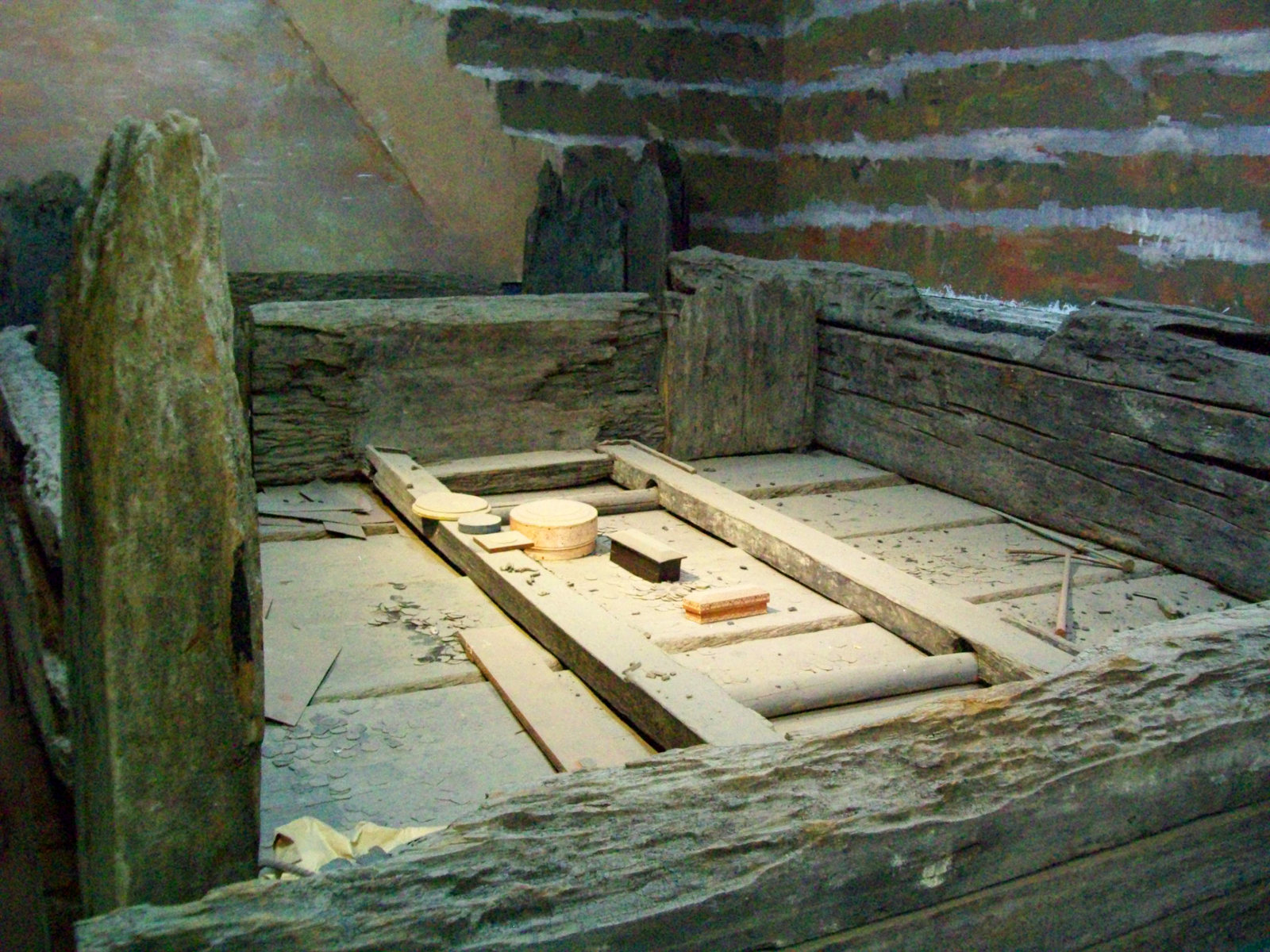
Tombe de au musée de Fuyang.

En 1973, des archéologues chinois fouillent une tombe de la dynastie des Han occidentaux à Bajiaolang (八角廊, Pa tsiao-lang), une localité du district de Dingzhou (定州, Ting-tcheou), dans le Hebei. Daté de 55 av. J.-C., le site livre des lamelles de bambou sur lesquelles figure notamment un texte intitulé Entretiens de l'école confucéenne (儒家者言), qui présente de grandes similitudes avec les Entretiens familiers de Confucius,.
En 1977, d'autres archéologues découvrent la tombe de Shuanggudui (en) (双古堆, Chouang-kou-touei), datant de 165 av. J.-C., près de Fuyang, dans la province de l'Anhui. Ils y mettent au jour une tablette de bois contenant la table des matières des Entretiens de l'école confucéenne, là encore très similaire au texte des Entretiens familiers de Confucius qui nous est parvenu.
Ces découvertes archéologiques, ainsi que des recherches menées sur les lamelles de bambou du musée de Shanghai (en) et la publication d'une version des Entretiens familiers de Confucius tiré des manuscrits de Dunhuang conservés à la British Library, a convaincu de nombreux spécialistes que l'œuvre ne pouvait pas être un faux créé par Wang Su,, et qu'elle pourrait bien avoir été compilée par Kong Anguo, comme le prétend Wang. De fait, les Entretiens familiers bénéficient maintenant d'une plus grande attention de la part des spécialistes : Yang Chaoming (楊朝明), auteur de l'ouvrage Interprétation des Entretiens familiers de Confucius (孔子家語通解), publié en 2005, les considère ainsi comme étant de même valeur que les Analectes pour l'étude de Confucius.